# MOROP
MOROPとはヨーロッパの鉄道模型愛好者団体である。

## 概要
1954年にイタリアのジェノヴァで鉄道と鉄道模型の愛好者の為に設立された団体である。後にスイスのベルンに本部が移転した。ヨーロッパ17ヶ国に22の支部があり、会員数は3万人以上である。
"MOROP"の語源はドイツ語の"MOdellbahn"（鉄道模型）とフランス語のEuROPeの合成語である。
MOROPにとって最も重要な活動は欧州鉄道模型標準規格 (NEM規格) を制定する事である。1994年以降、アメリカの全米鉄道模型協会 (NMRA) とは別に独自に規格を制定している。一方、デジタルコマンドコントロール (DCC) の規格制定は、NMRAと共同で制定している。
NEM規格とMOROPの公式の文書はフランス語とドイツ語の両方で記述される。いくつかのNEM規格は英語に翻訳されるが、正式ではない。
MOROPは毎年場所を変えながら9月にヨーロッパで展示会を開催する。